# Лампкін (округ, Джорджія)
Шаблон:StateAbbr_ 34°34′ пн. ш. 84°00′ зх. д. / 34.57° пн. ш. 84° зх. д.
Округ Лампкін (англ. Lumpkin County) — округ (графство) у штаті Джорджія, США. Адміністративний центр— місто Далонега (англ. Dahlonega) Ідентифікатор округу 13187.

## Історія
Округ утворений 1832 року.

## Демографія
За даними перепису
2000 року
загальне населення округу становило 21016 осіб, зокрема міського населення було 3064, а сільського — 17952.
Серед мешканців округу чоловіків було 10309, а жінок — 10707. В окрузі було 7537 домогосподарств, 5363 родин, які мешкали в 8263 будинках.
Середній розмір родини становив 3,04.
Віковий розподіл населення поданий у таблиці:
| Стать    | До 15 років | 15-21 | 22-29 | 30-39 | 40-49 | 50-65 | 65-85 | Понад 85 |
| -------- | ----------- | ----- | ----- | ----- | ----- | ----- | ----- | -------- |
| Чоловіки | 2192        | 1374  | 1223  | 1600  | 1469  | 1560  | 819   | 72       |
| Жінки    | 2021        | 1776  | 1184  | 1491  | 1446  | 1640  | 981   | 168      |

## Суміжні округи
- Юніон – північ
- Вайт – схід
- Голл – південний схід
- Доусон – захід
- Феннін – північний захід

## Виноски
1. ↑  U.S. Decennial Census. United States Census Bureau. Архів оригіналу за 4 квітня 2018. Процитовано 23 червня 2014.
2. ↑  Historical Census Browser. University of Virginia Library. Архів оригіналу за 11 серпня 2012. Процитовано 23 червня 2014.
3. ↑  Population of Counties by Decennial Census: 1900 to 1990. United States Census Bureau. Архів оригіналу за 2 лютого 2019. Процитовано 23 червня 2014.
4. ↑  Census 2000 PHC-T-4. Ranking Tables for Counties: 1990 and 2000 (PDF). United States Census Bureau. Архів оригіналу (PDF) за 18 грудня 2014. Процитовано 23 червня 2014.
5. ↑  State & County QuickFacts. United States Census Bureau. Архів оригіналу за 7 червня 2011. Процитовано 23 червня 2014.(англ.) Наведено за англійською вікіпедією.
6. ↑  American FactFinder. Бюро перепису населення США. Архів оригіналу за 26 лютого 2012. Процитовано 31 січня 2008.

| США | Це незавершена стаття з географії США. Ви можете допомогти проєкту, виправивши або дописавши її. |